# Devrim Lingnau
Devrim Lingnau (Mannheim, 17 novembre 1998) è un'attrice tedesca.

## Biografia
Devrim Lingnau nasce nel 1998 a Mannheim, in Germania, da padre turco e madre tedesca. Parla quindi sia il turco che il tedesco.
Durante gli anni di scuola studia balletto e frequenta l'accademia di danza alla Hochschule für Musik und Darstellende Kunst Mannheim. 
Alla Staatliche Akademie der Bildenden Künste Karlsruhe studia arti visive con Ulla von Brandenburg.
Nel 2014 partecipa ad una puntata della serie televisiva Aktenzeichen XY … ungelöst della ZDF. Sempre nel 2014 e 2015 ha il ruolo ricorrente di Yasemin, una ragazza tedesca di origini turche, nella terza e quarta stagione della serie Fluch des Falken sul canale Bayerischer Rundfunk.
Nel 2017 interpreta ancora una ragazza tedesca di origini turche, Aleyna Kara, in un episodio della serie poliziesca Unter Verdacht sui canali ZDF e Arte per la regia di Andreas Herzog. L'anno successivo interpreta Tonja nell'episodio Kinderkram della serie Die Kanzlei sul canale ARD.
Dopo la maturità ottenuta nel 2017 presso il ginnasio Johann Sebastian Bach di Mannheim-Neckarau interpreta la protagonista del film britannico Carmilla di Emily Harris con Jessica Raine, Hannah Rae und Tobias Menzies, presentato nel 2019 all'Edinburgh International Film Festival. Nel 2018 interpreta la figlia di Christiane Paul nel film Borga di York-Fabian Raabe.
Al cinema interpreta la protagonista Cäcilia nel film del 2019 Auerhaus diretto da Neele Leana Vollmar. 
Nel 2020 partecipa alle riprese del film Allmen und das Geheimnis der Erotik interpretando Jasmin Sterner.
Nell'anno 2022 interpreta l'imperatrice Elisabetta d'Austria nella serie Netflix L'imperatrice al fianco di Philip Froissant nel ruolo del giovane imperatore Francesco Giuseppe.

## Filmografia (parziale)

### Cinema
- Carmilla, regia di Emily Harris (2019)
- Auerhaus, regia di Neele Leana Vollmar (2019)
- Borga, regia di York-Fabian Raabe (2021)

### Televisione
- Fluch des Falken – serie TV, 86 episodi (2014-2015)
- Unter Verdacht – serie TV, 2 episodi (2017)
- Immortality – miniserie TV (2018)
- Die Kanzlei – serie TV, episodio 3x03 (2018)
- Der Bozen-Krimi – serie TV, episodio 1x09 (2019)
- In Wahrheit: Still ruth der See, regia di Miguel Alexandre – film TV (2019)
- Il commissario Schumann – serie TV, episodio15x03 (2020)
- Allmen – miniserie TV, 1 puntata (2021)
- L'imperatrice – serie TV, 12 episodi (2022 - in corso)